# Ingrid Steeger
Ingrid Anita Stengert dite Ingrid Steeger, née le 1er avril 1947 à Berlin (Allemagne occupée), et morte le 22 décembre 2023 à Bad Hersfeld (Hesse, Allemagne), est une actrice et chanteuse allemande très populaire à la télévision dans les années 1970.

## Biographie et carrière
Ingrid Anita Stengert est née le 1er avril 1947 à Berlin. Son enfance est traumatisante, subissant violences parentales, inceste et plusieurs viols. 

Ingrid Steeger fréquente l'école de commerce de Berlin, puis est secrétaire dans un cabinet d'architecture. Elle est aussi gogo-girl dans les clubs de nuit de Rolf Eden. Elle déclare à Bild : 

« Il n'y avait rien. Je devais gagner de l'argent »

Le photographe Frank Quade en fait un modèle. En 1968, elle adopte le nom de scène Steeger. Elle est actrice de films érotiques et a posé dans le magazine Playboy.
Jusqu’en 1979, elle atteint sa popularité grâce à la série télévisée Klimbim de Michael Pfleghar aux côtés d'Elisabeth Volkmann, Horst Jüssen, Wichart von Roëll et Peer Augustinski.
Dans les années 1970, Ingrid Steeger est l'une des stars les plus populaires de la télévision allemande et objet de fantasmes masculins. Les fabricants des marques Rolo et Old Spice l’embauchent comme image de leurs produits.
Après plusieurs mariages, elle écrit le livre Meine MANNschaft , publié en 2004, sur ses relations difficiles avec les hommes : violences, manipulations, addictions, suicide, vénalité… Elle est devenue dépressive et dépendante à l’alcool. Exploitée puis ruinée pour dettes fiscales, elle doit abandonner son appartement. En 1997, elle déménage à Hambourg, puis en 2010 à Munich, et enfin à Bad Hersfeld en 2020 où elle vit avec sa sœur Jutta.
Ingrid Steeger s'est engagée pour la cause des enfants handicapés mentaux et les malades du SIDA.
Depuis une chute en septembre 2022, elle vit dans une maison de retraite et ne pèse plus que 35 kg lorsqu’elle meurt le 22 décembre 2023 à l'hôpital de Bad Hersfeld, à l'âge de 76 ans, très affaiblie des suites d’une occlusion intestinale.

## Distinctions
- 1975 : Bravo Otto en bronze pour la catégorie star de télévision la plus populaire
- 1976 : Bravo Otto en argent
- 1976 : la Goldene Kamra du magazine TV Hörzu
- 1977 : Bravo Otto en argent
- 1978 : Bravo Otto en or
- 1990 : Bambi

## Filmographie

### Cinéma
- 1966 : À belles dents de Pierre Gaspard-Huit : une fille à la fête
- 1968 : Der Gorilla von Soho d'Alfred Vohrer : une serveuse
- 1968 : Der Partyphotograph (de) d'Hans D. Bove : un modèle
- 1969 : Rat' mal, wer heut bei uns schläft...? d'Alexis Neve : Frosine
- 1970 : Je suis une groupie (Ich, ein Groupie) d'Erwin C. Dietrich : Vicky
- 1970 : Die liebestollen Baronessen d'Alexis Neve : Frosine
- 1970 : Oswalt Kolle: Dein Mann, das unbekannte Wesen de Werner M. Lenz : Ingrid (comme Ingrid Stengert)
- 1971 : Les Aventures intimes des hommes mariés (Ehemänner-Report) d'Harald Philipp : Edeltraud
- 1971 : Les Gourmandines (Blutjunge Verführerinnen) d'Erwin C. Dietrich : Susanne
- 1971 : La Morte de la Tamise (Die Tote aus der Themse) d'Harald Philipp : Kitty
- 1971 : Der lüsterne Türke de Michael Miller : Eliza
- 1971 : Les Exploits amoureux des trois mousquetaires (Die Sexabenteuer der drei Musketiere) d'Erwin C. Dietrich : Yvonne
- 1971 : Die goldene Banane von Bad Porno de Ralf Gregan : Heike
- 1971 : Les Hôtesses du sexe (Die Stewardessen) d'Erwin C. Dietrich : Ingrid
- 1971 : Sonne, Sylt und kesse Krabben (de) de Jerzy Macc : Ingrid Ludwig
- 1972 : Zum zweiten Frühstück: Heiße Liebe d'Hubert Frank : la veuve en vert
- 1972 : Kama-sutra d'aujourd'hui (Bettkarriere) de Ralf Gregan
- 1972 : Les Collégiennes perverties (Blutjunge Verführerinnen 2) d'Erwin C. Dietrich :  Claire, la soubrette
- 1972 : Hochzeitsnacht-Report d'Hubert Frank : Verena
- 1972 : Mädchen, die nach München kommen de Walter Boos : Betty
- 1972 : Salons de massage (Massagesalon der jungen Mädchen) d'Eberhard Schröder
- 1972 : Schulmädchen-Report 4 : Was Eltern oft verzweifeln lässt d'Ernst Hofbauer : Sibylle
- 1972 : Les Savoureuses (Krankenschwestern-Report) de Walter Boos : Sœur Melanie
- 1972 : Blutjunge Verführerinnen 3 d'Erwin C. Dietrich : Babsi
- 1973 : C'est la queue du chat qui m'électrise (Hausfrauen Report international) d'Ernst Hofbauer : Sheila
- 1973 : Les Indécentes (Liebe in drei Dimensionen) de Walter Boos : Petra
- 1973 : Chaleurs profondes (Schulmädchen-Report 5 : Was Eltern wirklich wissen sollten) de Walter Boos et Ernst Hofbauer : Eva Steiner
- 1973 : Suce pas ton pouce ! (Junge Mädchen mögen's heiß, Hausfrauen noch heißer) d'Eberhard Schröder : Nathalie
- 1973 : Liebesmarkt d'Hubert Frank : Sabine
- 1974 : Drei Männer im Schnee d'Alfred Vohrer : Gundula von Wolzogen
- 1974 : Ein langer Ritt nach Eden de Günter Hendel : Rachel
- 1975 : Les Hôtesses du lit (Die Betthostessen) d'Erwin C. Dietrich : l'hôtesse de Carlo, le cycliste
- 1978 : Adolescenza morbosa d'Erwin C. Dietrich
- 1978 : Zwei Kumpel in Tirol d'Alois Brummer : la femme peinte pendant l'amour
- 1985 : André schafft sie alle de Peter Fratzscher : Lisa Strauber
- 2000 : Paul is dead d'Hendrik Handloegten : la femme du bureau de tabac
- 2006 : Goldene Zeiten de Peter Thorwarth : Ulrike Scheurer

### Télévision
- 1973 : Die Autozentauren, téléfilm de Charles Kerremans
- 1973 : Der Kommissar : Barbara Bachmann
- 1973 : Ein Haus voll Zeit : la vendeuse
- 1974 : Strychnin und saure Drops
- 1974 : Münchner Geschichten : Vera
- 1975 : Beschlossen und verkündet
- 1975 : Berlin grüsst Bern
- 1973-1979 : Klimbim : Hôte / Gabi Klimbim / Rôles variés
- 1975 : Inspecteur Derrick, épisode Hoffmanns Höllenfahrt  : Anneliese Röhrig
- 1978 : Zwei himmlische Töchter : Kikki
- 1981 : Susi : Susi Paschke
- 1983 : Kontakt bitte...
- 1984 : Wie wär's heut mit Revue? : Hôte - Elle-même
- 1984 : Zwei schwarze Schafe (Geschichten aus Kalmüsel) : Grace
- 1985 : Krimistunde : Julia
- 1986 : Großstadtrevier : Maren Monnerow
- 1987 : Inspecteur Derrick, épisode Absoluter Wahnsinn : Susanne Moll
- 1988 : Wilder Westen, inclusive : Angelika Berg
- 1988 : Justitias kleine Fische
- 1990 : Der neue Mann : Sugar
- 1990 : Pension Corona
- 1990 : Edgar, Hüter der Moral : Luise Schiller
- 1991 : Zwei Schlitzohren in Antalya
- 1992 : Freunde fürs Leben : Loni
- 1992 : Glückliche Reise : Claudia
- 1993 : Ein Bock zuviel
- 1993 : Der große Bellheim : Mona Stengel
- 1993 : Familie Heinz Becker : consultante en cosmétiques
- 1995 : Zwei alte Hasen : Rita
- 1995 : Corinna : Anne
- 1996 : Rosamunde Pilcher : Frances Ashley
- 1999 : Die blaue Kanone :  Eliette Brösing
- 1999 : Un cas pour deux (Ein Fall für zwei) : la mère de Winnie
- 2000 : Die Anrheiner : Vera Franke
- 2000 : Soko brigade des stups (SOKO 5113) : Mme Paulinger
- 2002 : Klinikum Berlin Mitte : Leben in Bereitschaft : Gesa Jaeckel
- 2002 : Au rythme de la vie (Gute Zeiten, schlechte Zeiten) : Karin Blum
- 2003 : Bewegte Männer : Frau Gutbrod
- 2004 : Duo de maîtres : Lilli Breitling
- 2004 : Charly la malice (Unser Charly) : Rita Höller
- 2004 : Crazy Race 2 : Warum die Mauer wirklich fiel : Else Ecker
- 2005 : Der Pfundskerl : la serveuse à Dorfkrug

## Discographie

### Album
- Ingrid Steeger singt Klimbim (1975)

### Singles
- Franz-Josef, nimm die Finger weg!
- Der muss Rhein
- Fly me